# Ohiocaris
Ohiocaris is een geslacht van uitgestorven kreeftachtigen uit de klasse van de Malacostraca (hogere kreeftachtigen).

## Soort
- Ohiocaris wycoffi Rolfe, 1962 †